# Nouvelles Annales de Mathématiques
Nouvelles Annales de Mathématiques（副題: Journal des candidats aux écoles polytechnique et normale）はフランスの数学を専門とする学術雑誌。1842年、オルリー・テルケムとカミーユ＝クリストフ・ジェロノ によって創立され、1927年まで続刊された。後年はシャルル＝アンジュ・レザンとラウル・ブリカールも編集に参加した。初期はCarilian-Goeury、後期はBachelierから出版された。
テルケムも参加していたジョゼフ・リウヴィルの雑誌「Journal de Mathématiques Pures et Appliquées」と主題で競合し、別の出版社から発行されていたがNouvelles Annalesの編集者は両方の雑誌を導き、リウヴィルと協力した。Nouvelles Annalesには算数・数学教育の話題や他の雑誌の論文の抜粋も含まれていた。